# برادلي نورتن
برادلي نورتن (بالإنجليزية: Bradley Norton)‏ (11 يناير 1991 بملبورن في أستراليا - ) هو لاعب كرة قدم أسترالي في مركز الدفاع. لعب مع نادي أديلايد يونايتد ونادي جنوب ملبورن وMelbourne Knights FC ‏ وNorthcote City FC ‏.

## وصلات خارجية
- برادلي نورتن على موقع قاعدة بيانات كرة القدم.إي يو (الإنجليزية)
- برادلي نورتن على موقع عالم كرة القدم.نت (الإنجليزية)